# François-Jacques-Antoine Mathieu de Reichshoffen
François-Jacques-Antoine Mathieu, dit François-Jacques-Antoine Mathieu de Reichshoffen, né le 4 janvier 1755 à Strasbourg et mort le 8 octobre 1825 à Toulouse, est un diplomate, juriste et homme politique français.

## Biographie
Mathieu de Reichshoffen fut nommé, en 1790, procureur-syndic du Bas-Rhin, puis, le 28 août 1791, député de ce département à l'Assemblée législative, le 1er sur 9, par 418 voix sur 591 votants. Favorable à une monarchie constitutionnelle, il siégea parmi les modérés. Il se tint caché durant la Terreur, puis rentra dans le corps diplomatique. Employé en 1804 dans l'affaire des indemnités d'Allemagne, il y montra des connaissances très étendues dans le droit public.
Frère des députés Philippe-Gaëtan et Jean-Michel Mathieu-Faviers, il épousa Amélie Lambot de Fougères. Il est le beau-père de Félix-Guillaume Merlin de Maingoval, de Napoléon Roullet de La Bouillerie (fils de François de La Bouillerie) et du marquis de Villefranche (petit-fils de Joseph-Guy-Louis-Hercule-Dominique de Tulle de Villefranche).
Doté d'une fortune considérable, il fait l'acquisition du château d’Oberbronn, le 3 thermidor an X (= 11 août 1802) – et le revend en 1824 –, puis le 27 thermidor an XI (= 5 août 1803), il achète aux héritiers de Jean de Dietrich, par moitié avec son frère Philippe-Gaëtan, le château de Reichshoffen et reprit le 30 brumaire an XIII (= 24 novembre 1804) la part de son frère. C’est sans doute depuis ce moment qu’il se fit appeler « Mathieu de Reichshoffen ».

## Publications
- Alsace et Strasbourg